# Lestodiplosis conyzae
Lestodiplosis conyzae är en tvåvingeart som beskrevs av Jean-Jacques Kieffer 1909. Lestodiplosis conyzae ingår i släktet Lestodiplosis och familjen gallmyggor.
Artens utbredningsområde är Italien. Inga underarter finns listade i Catalogue of Life.